# Cinnyris pembae
Cinnyris pembae là một loài chim trong họ Nectariniidae.